# Advisory Committee on Undersea Features
Das Advisory Committee on Undersea Features (ACUF, englisch für Beratendes Komitee für unterseeische Merkmale) ist ein beratender Ausschuss des United States Board on Geographic Names und verantwortlich für die Empfehlung von standardisierten Namen für submarine geographische Objekte. Der Ausschuss wurde 1963 gegründet und besteht gegenwärtig aus insgesamt acht Vertretern des Handelsministeriums, des Verteidigungsministeriums, des Innenministeriums, des Außenministeriums und der University of Hawaii.  Das Ortslexikon des ACUF umfasst mehr als 5000 Einträge mit über 10.000 mehrsprachigen Namensgebungen.